# Dryck

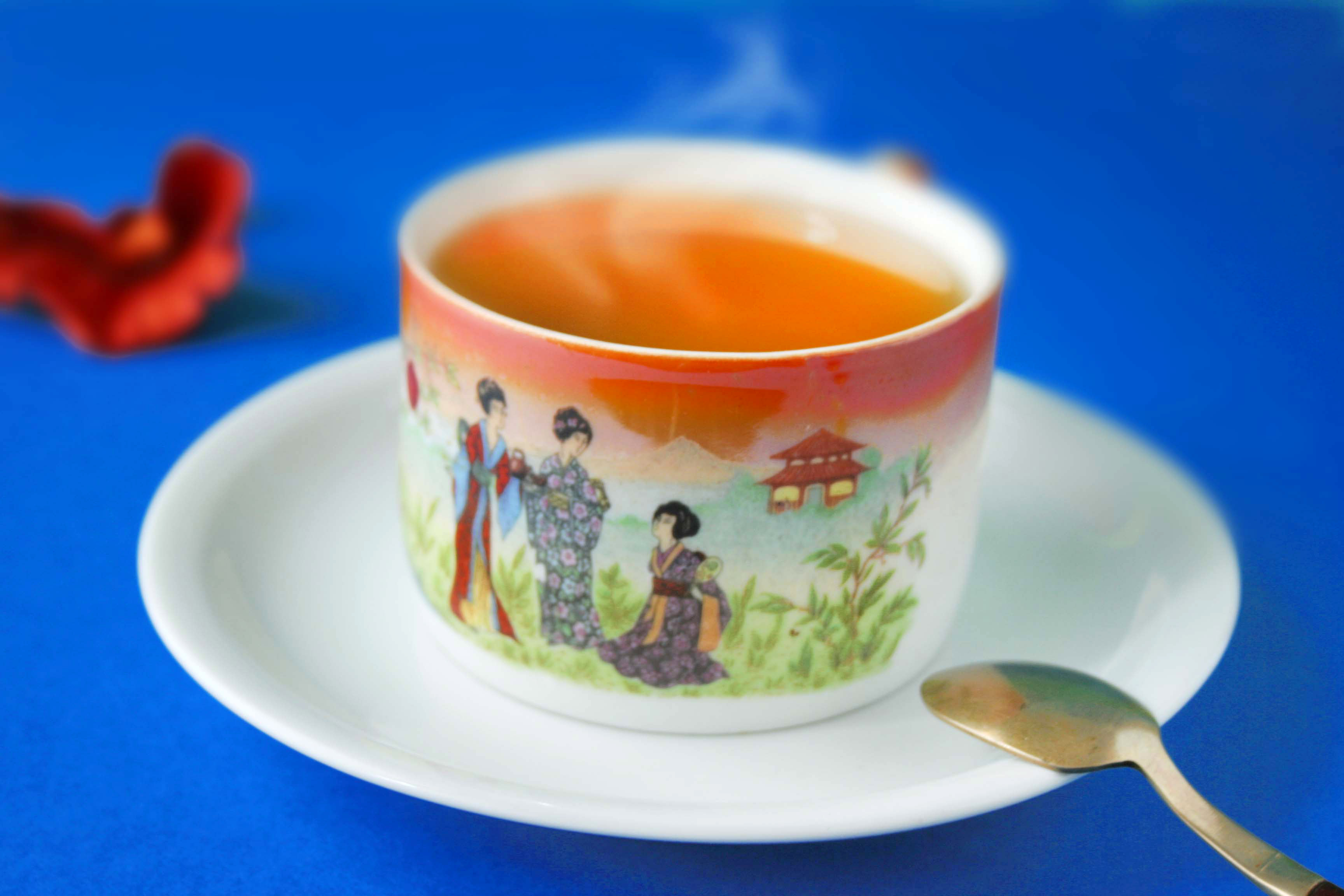
Te

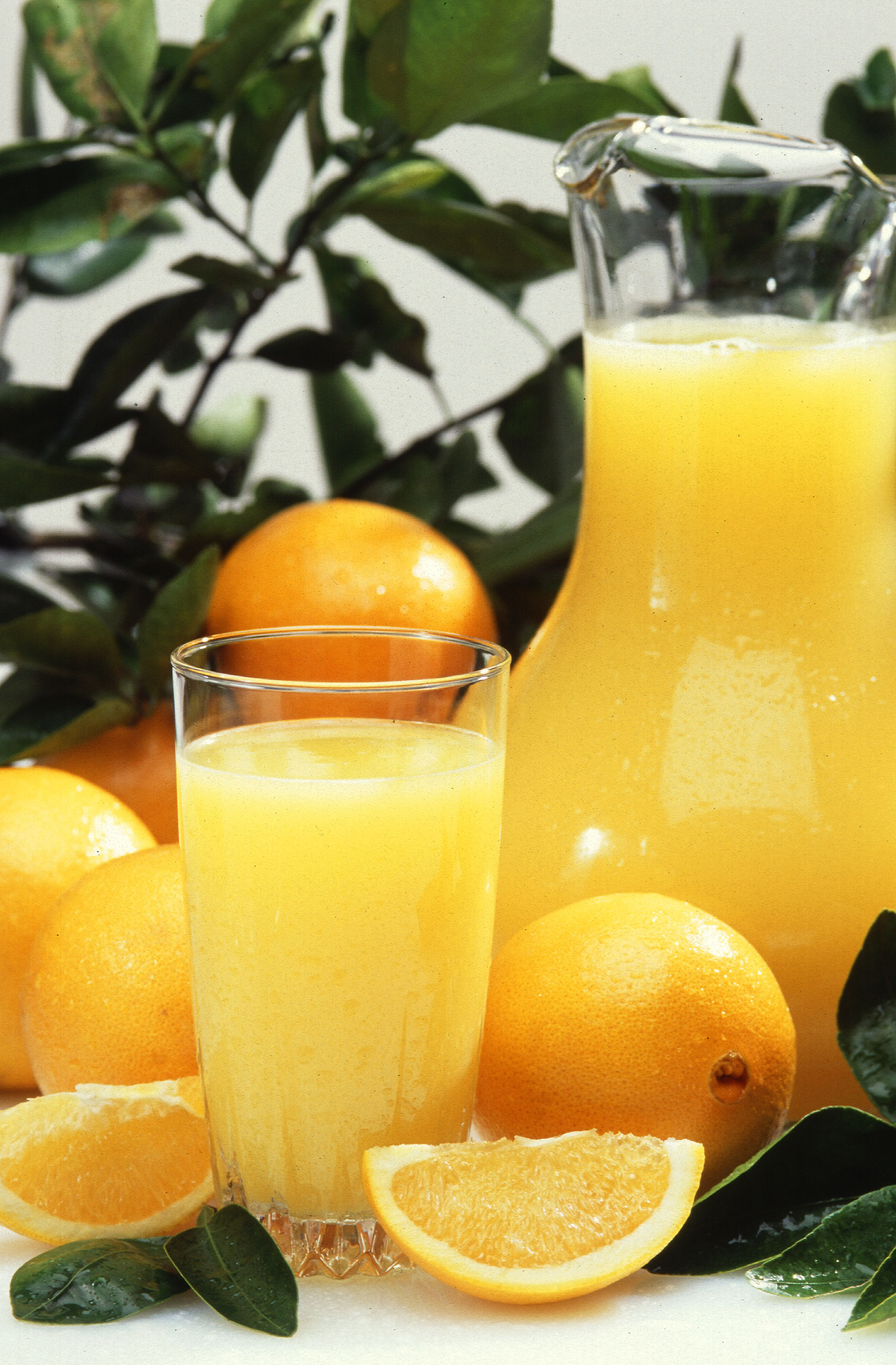
Apelsinjuice

Dryck är en vätska som är avsedd att drickas. Drycker kan vara mer eller mindre törstsläckande. Den viktigaste drycken är vatten, som är livsnödvändig för alla levande organismer. En stor del av människans kropp består av vatten som är ett lösningsmedel för många ämnen i kroppen. En vuxen människa behöver omkring två liter vatten dagligen. Så gott som alla andra drycker, såsom saft, läsk, mejeridrycker och alkoholdrycker, innehåller vatten.
Alkoholdrycker är drycker som innehåller etanol. I stora mängder orsakar de berusning, ett fysiologiskt tillstånd som påverkar psyket och beteendet. Det är vanligt att försäljning av alkoholdrycker, speciellt till unga människor, begränsas av lagar. Konsumtion av alkoholdrycker är dock inom många kulturer speciellt viktig vid många social evenemang. 
Människor som inte är laktosintoleranta, kan konsumera mjölk även efter barndomens slut. Denna laktostolerans är särskilt vanlig i västvärlden och unik i naturen. Mjölken kommer främst från kor och bidrar med ett tillskott av näring och ämnen som kalcium.

## Lista över drycker
- Alkoholhaltiga (se även alkoholdryck)
  - Alkoläsk
  - Cider
  - Cognac
  - Likör
  - Mjöd
  - Spritdryck
  - Svagdricka
  - Vin
  - Whisky
  - Öl
- Fruktbaserade
  - Juice
  - Kokosmjölk
  - Lemonad
  - Must
  - Nektar
  - Saft
- Kaffe
- Kolsyrade
  - Läsk
- Mejeridrycker
  - Choklad
  - Milkshake
  - Mjölk
  - Pucko
  - Smoothie
  - Ayran
- Te
- Vatten
  - Kranvatten
  - Källvatten
  - Mineralvatten